# روبن یانییز
روبن یانییز (به انگلیسی: Rubén Yáñez) یک بازیکن فوتبال اهل اسپانیا است که در پست دروازه‌بان برای باشگاه فوتبال کادیس به‌طور قرضی از باشگاه فوتبال ختافه در لا لیگا بازی می‌کند.

## دوران حرفه‌ای
یانییز متولد شهر بلانس در استان خرنای کاتالونیا است. وی در سال ۲۰۱۰ در سن ۱۷ سالگی به باشگاه فوتبال رئال مادرید پیوست، سپس به آکادمی تیم‌های پایهٔ ژیرونا منتقل شد. وی در فصل ۱۲–۲۰۱۳ لیگ دیویژن بی به تیم اصلی رئال مادرید سی راه یافت و ۲۶ بازی برای این تیم در لیگ دیویژن بی انجام داد.
وی در ژوئیه ۲۰۱۳ به تیم رئال مادرید کاستیا در لیگا ادلانته منتقل شد.